# 奧里哈諾韋
50°20′34″N 33°53′50″E / 50.34278°N 33.89722°E
奧里哈諾韋（烏克蘭語：Оріханове），是烏克蘭中部的村莊，隸屬波爾塔瓦州的米爾霍羅德區。該村距離皮薩里夫希納、奧斯特羅韋爾希夫卡和魯季基夫0.5公里，始建於1890年，面積0.08平方公里，海拔高度138米，2001年人口6。